# رالف فوستر
رالف فوستر (بالإنجليزية: Ralph Foster)‏ هو لاعب كرة قدم أمريكية أمريكي، ولد في 11 مايو 1884 في لانكستر في الولايات المتحدة، وتوفي في 2 فبراير 1956 في كولومبيا في الولايات المتحدة.